# لوتشيانو البرتي
لوتشيانو البرتي (بالإيطالية: Luciano Alberti)‏ هو متزلج جماعي إيطالي، ولد في 25 أغسطس 1932 في كورتينا دامبيدزو في إيطاليا.